# シャーロット・アマリー
シャーロット・アマリー（Charlotte Amalie）は、アメリカ合衆国の自治領であるアメリカ領ヴァージン諸島の首都。本島のセント・トーマス島にある。人口は1万0354人（2010年）。かつてはカリブ海の海賊の本拠地のひとつであったが、現在はカリブ海クルーズの拠点である。2004年には、約150万人のクルーズ客が上陸した。
シャーロット・アマリーは北緯18度20分36秒 西経64度55分49秒 / 北緯18.34333度 西経64.93028度に位置している。
シャーロット・アマリーは数多くの歴史的建造物が残る歴史の町である。1672年にデンマーク西インド会社によって入植が始まり、1691年にデンマーク領ヴァージン諸島の首都に定められた。
1967年にヴァージン諸島を津波が襲った際、シャーロット・アマリーは大きな被害を受けた。
第一次世界大戦下の1917年、アメリカ合衆国はパナマ運河防衛のためにヴァージン諸島をデンマークから購入した。1927年には住民にアメリカ合衆国市民権が与えられた。
西半球で2番目に長い歴史を持つシナゴーグであるセント・トーマス・シナゴーグ（St. Thomas Synagogue）もシャーロット・アマリーに立地している。市内の歴史的建造物や文化遺産は、セント・トーマス歴史トラスト（St. Thomas Historical Trust）によって守られている。また、シャーロット・アマリーには多数の免税店が建ち並び、観光客向けのショッピング・エリアにもなっている。
市名はデンマーク国王クリスチャン5世の王妃シャルロッテ・アマーリエ（1650年-1714年）にちなんで名付けられた。

## 気候
気候は熱帯のサバナ気候（Aw）である。
| シャーロット・アマリーの気候 | シャーロット・アマリーの気候 | シャーロット・アマリーの気候 | シャーロット・アマリーの気候 | シャーロット・アマリーの気候 | シャーロット・アマリーの気候 | シャーロット・アマリーの気候 | シャーロット・アマリーの気候 | シャーロット・アマリーの気候 | シャーロット・アマリーの気候 | シャーロット・アマリーの気候 | シャーロット・アマリーの気候 | シャーロット・アマリーの気候 | シャーロット・アマリーの気候 |
| 月                           | 1月                          | 2月                          | 3月                          | 4月                          | 5月                          | 6月                          | 7月                          | 8月                          | 9月                          | 10月                         | 11月                         | 12月                         | 年                           |
| ---------------------------- | ---------------------------- | ---------------------------- | ---------------------------- | ---------------------------- | ---------------------------- | ---------------------------- | ---------------------------- | ---------------------------- | ---------------------------- | ---------------------------- | ---------------------------- | ---------------------------- | ---------------------------- |
| 平均最高気温 °C （°F）       | 30 (86)                      | 30 (86)                      | 30 (86)                      | 31 (88)                      | 31 (88)                      | 32 (90)                      | 32 (90)                      | 33 (91)                      | 32 (90)                      | 32 (90)                      | 31 (88)                      | 30 (86)                      | 31.2 (88.3)                  |
| 平均最低気温 °C （°F）       | 22 (72)                      | 22 (72)                      | 22 (72)                      | 23 (74)                      | 24 (76)                      | 25 (77)                      | 26 (78)                      | 26 (78)                      | 25 (77)                      | 24 (76)                      | 24 (75)                      | 23 (73)                      | 23.8 (75)                    |
| 降水量 mm （inch）           | 48 (1.89)                    | 38.4 (1.51)                  | 38.6 (1.52)                  | 60.7 (2.39)                  | 85.3 (3.36)                  | 59.7 (2.35)                  | 61.5 (2.42)                  | 88.9 (3.50)                  | 135.6 (5.34)                 | 141.5 (5.57)                 | 134.1 (5.28)                 | 69.6 (2.74)                  | 961.9 (37.87)                |
| 出典：                       |                              |                              |                              |                              |                              |                              |                              |                              |                              |                              |                              |                              |                              |